# Tetraponera ophthalmica
Tetraponera ophthalmica är en myrart som först beskrevs av Carlo Emery 1912.  Tetraponera ophthalmica ingår i släktet Tetraponera och familjen myror.

## Underarter
Arten delas in i följande underarter:
- T. o. angolensis
- T. o. ophthalmica
- T. o. tenebrosa
- T. o. unidens

## Bildgalleri

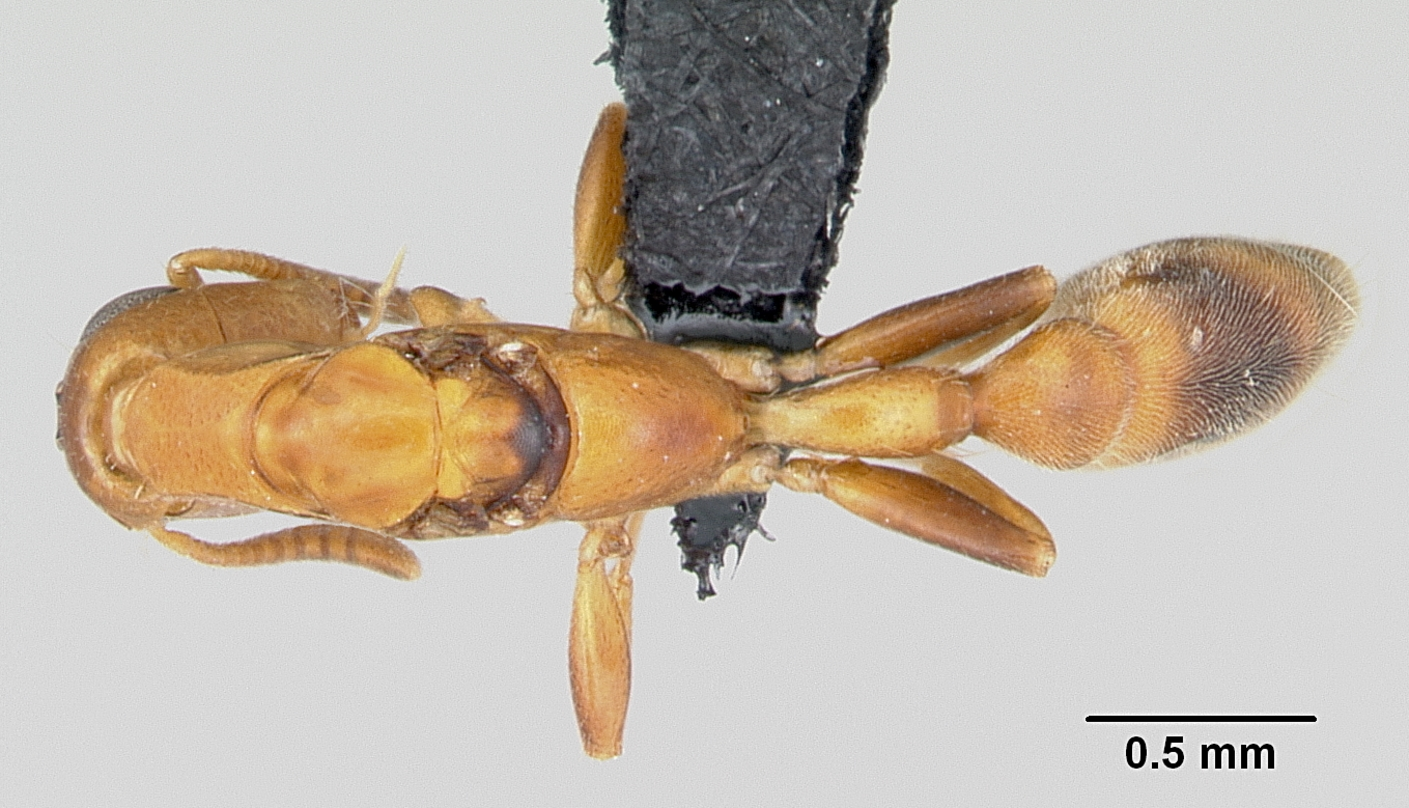
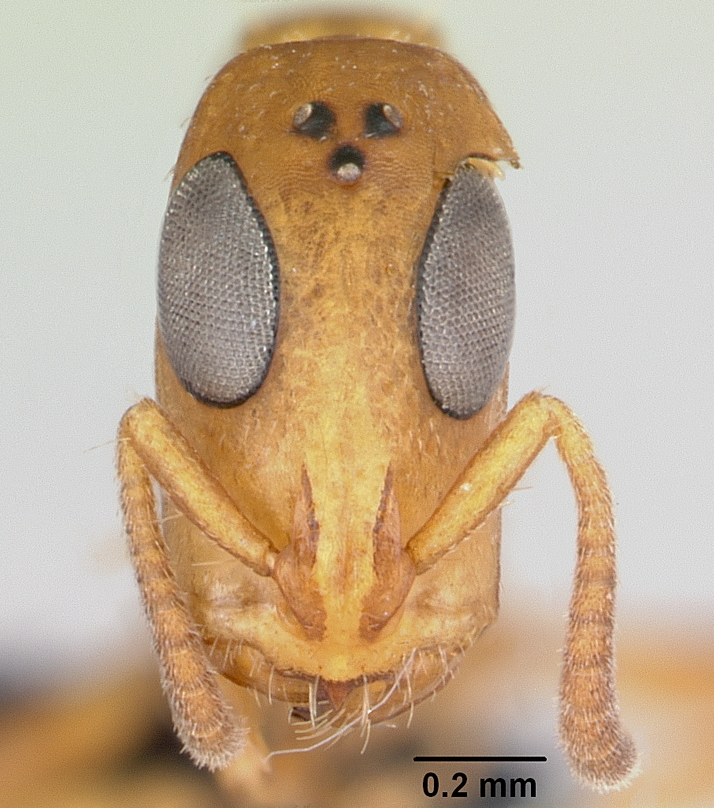
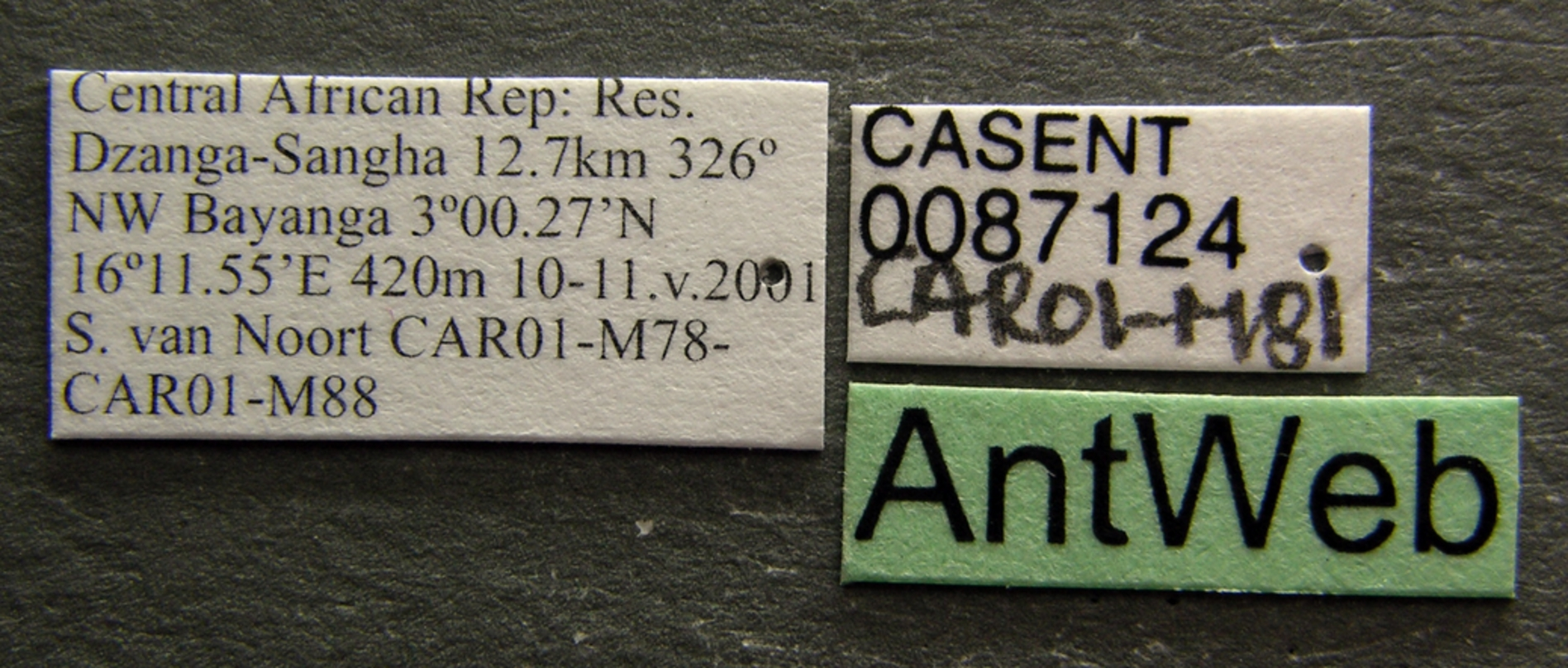
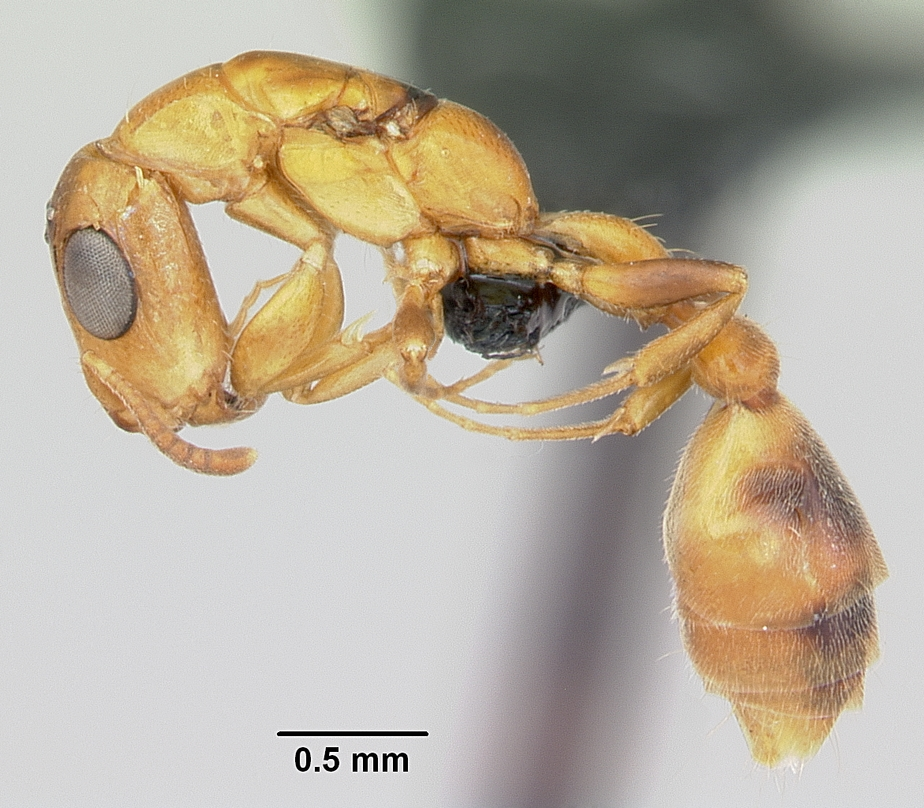
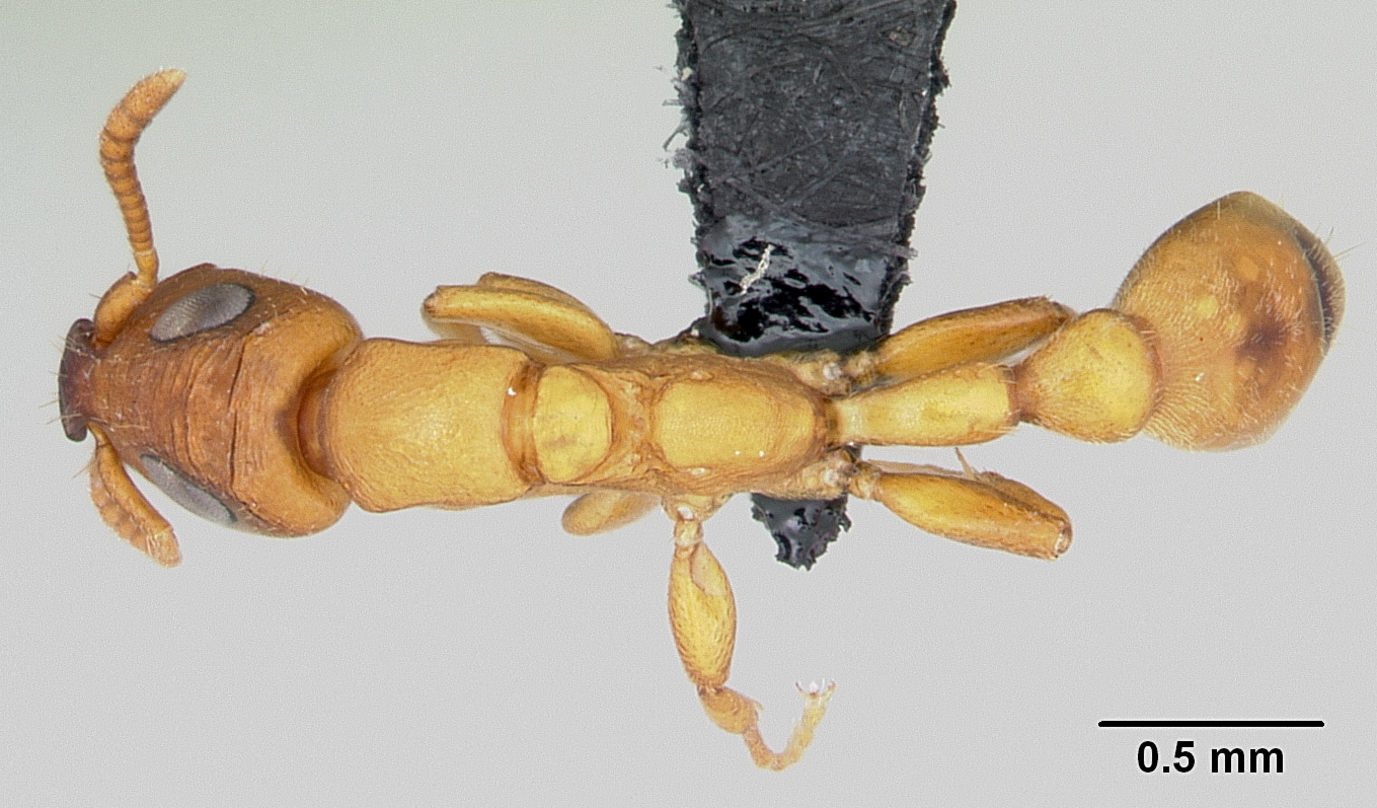
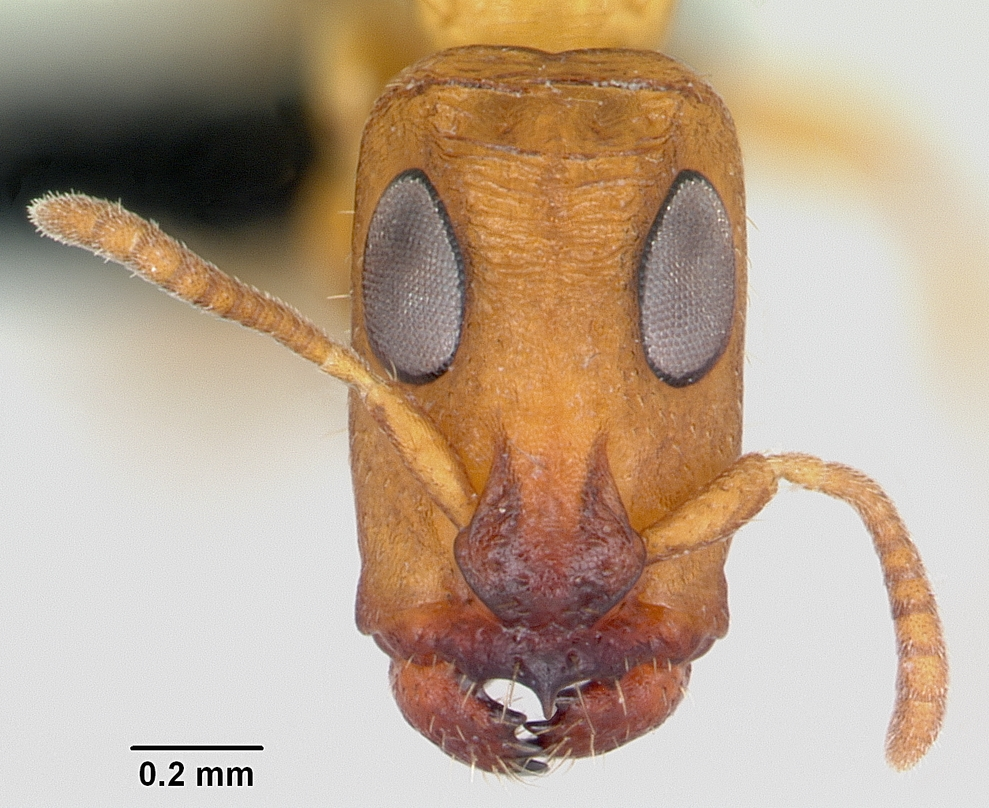